# Ałtaj (ajmak gobijsko-ałtajski)
Ałtaj (mong. Алтай) – miasto w południowo-zachodniej Mongolii, u północnego podnóża Ałtaju Gobijskiego, ośrodek administracyjny ajmaku gobijsko-ałtajskiego, przy transmongolskiej drodze samochodowej. W 2010 roku liczyło 15.5 tys. mieszkańców. W mieście znajduje się port lotniczy Altaj.